# Heather Stanning
Heather Mary Stanning (Yeovil, 26 de janeiro de 1985) é uma remadora britânica, bicampeã olímpica.

## Carreira
Stanning competiu nos Jogos Olímpicos de 2012 e 2016, sagrando-se campeã olímpica em ambas as participações, ao lado de Helen Glover na prova do dois sem.